# Mike Bloomfield
Michael Bernard „Mike“ Bloomfield (28. července 1943 Chicago, Illinois – 15. února 1981 San Francisco, Kalifornie) byl americký bluesový kytarista, zpěvák a hudební skladatel. Byl členem skupin The Paul Butterfield Blues Band a The Electric Flag. Podílel se také například na albu Highway 61 Revisited Boba Dylana, I Got Dem Ol' Kozmic Blues Again Mama! od Janis Joplin nebo Fathers and Sons od Muddy Waterse. V roce 2003 se umístil na dvaadvacáté příčce v žebříčku 100 nejlepších kytaristů všech dob časopisu Rolling Stone, ve stejném žebříčku z roku 2011 se umístil na dvaačtyřicátém místě. V roce 2012 byl posmrtně uveden do Blues Hall of Fame.

## Sólová diskografie
- It's Not Killing Me (1969)
- Try It Before You Buy It (1973)
- If You Love These Blues, Play 'Em As You Please (1976)
- Analine (1977)
- Michael Bloomfield (1978)
- Count Talent and the Originals (1978)
- Between A Hard Place and the Ground (1979)
- Bloomfield-Harris (1979)
- Cruisin' For A Bruisin' (1981)